# Horsham, Australien
Horsham är en ort i Australien. Den ligger i kommunen Horsham och delstaten Victoria, omkring 270 kilometer nordväst om delstatshuvudstaden Melbourne.
Det finns inga andra samhällen i närheten.
Trakten runt Horsham består till största delen av jordbruksmark. Trakten runt Horsham är nära nog obefolkad, med mindre än två invånare per kvadratkilometer. Genomsnittlig årsnederbörd är 548 millimeter. Den regnigaste månaden är juli, med i genomsnitt 85 mm nederbörd, och den torraste är januari, med 14 mm nederbörd.